# Gek van geluk (lied)
Gek van geluk is een lied van het Nederlandse zangduo Nick & Simon. Het werd in 2017 als single uitgebracht en stond in hetzelfde jaar als tweede track op het album Aangenaam.

## Achtergrond
Gek van geluk is geschreven door Simon Keizer, Gordon Groothedde en Nick Schilder en geproduceerd door Groothedde. Het is een nummer uit het genre nederpop en palingpop. In het lied zingen de artiesten over hoe ze het muurtje dat ze eerder om hun heen hebben gebouwd afbreken en hoe zich begeven met mensen en op plekken waar ze eerst niet meer om of heen gingen. Ze blijken hier erg gelukkig van te worden. Het nummer was de titelsong van de gelijknamige film uit hetzelfde jaar. Behalve dat het de titelsong was, had het nummer ook een belangrijk onderdeel in de verhaallijn van de film. De artiesten hadden een kort tijdsbestek om het lied te maken; uiteindelijk deden zij dit binnen één dag.
In de bijbehorende videoclip is acrtice Plien van Bennekom te zien. Zij speelde in de film de hoofdrol.

## Hitnoteringen
Het muziekduo had weinig succes met het lied in de hitlijsten van het Nederlands taalgebied. Er was geen notering in de Single Top 100 en ook de Nederlandse Top 40 werd niet bereikt. Bij laatstgenoemde kwam het tot de vijfde plaats van de Tipparade. Ook de Vlaamse Ultratop 50 werd niet bereikt. Hier kwam het tot de 38e positie van de Ultratip 100.